# خط طول 42° غرب
خط طول 42° غرب هو أحد خطوط الطول الجغرافية، والتي تمتد من القطب الشمالي الجغرافي إلى القطب الجنوبي الجغرافي، وحسب التحويل الزمني يتأخر خط طول 42° غرب عن خط غرينتش بساعتين و48 دقيقة.

## من القطب إلى القطب
ينطلق خط طول 42° غرب من القطب الشمالي نحو القطب الجنوبي مرورا بالمناطق التي ترد في الجدول التالي:
| الإحداثيات                         | البلد أو الإقليم أو البحر | ملاحظات |
| ---------------------------------- | ------------------------- | --- |
| 90°0′N 42°0′W / 90.000°N 42.000°W  | المحيط المتجمد الشمالي    | |
| 83°40′N 42°0′W / 83.667°N 42.000°W | بحر لنكولن                | |
| 83°13′N 42°0′W / 83.217°N 42.000°W | جرينلاند                  | |
| 82°51′N 42°0′W / 82.850°N 42.000°W | J.P. Koch Fjord           | |
| 82°40′N 42°0′W / 82.667°N 42.000°W | جرينلاند                  | |
| 62°43′N 42°0′W / 62.717°N 42.000°W | المحيط الأطلسي            | |
| 2°43′S 42°0′W / 2.717°S 42.000°W   | البرازيل                  | مارانهاو بياوي — from 3°14′S 42°0′W / 3.233°S 42.000°W باهيا — from 9°13′S 42°0′W / 9.217°S 42.000°W ميناس جرايس — from 15°9′S 42°0′W / 15.150°S 42.000°W ريو دي جانيرو (ولاية) — from 20°56′S 42°0′W / 20.933°S 42.000°W, the mainland and كابو فريو |
| 23°1′S 42°0′W / 23.017°S 42.000°W  | المحيط الأطلسي            | Passing just east of the Shag Rocks, جورجيا الجنوبية وجزر ساندويتش الجنوبية (at 53°31′S 42°1′W / 53.517°S 42.017°W) · Passing just west of Black Rock, جورجيا الجنوبية وجزر ساندويتش الجنوبية (at 53°39′S 41°49′W / 53.650°S 41.817°W)                |
| 60°0′S 42°0′W / 60.000°S 42.000°W  | المحيط الجنوبي            | |
| 77°40′S 42°0′W / 77.667°S 42.000°W | القارة القطبية الجنوبية   | المطالب الإقليمية بالقارة القطبية الجنوبية by both الأرجنتين (المقاطعة الأرجنتينية بالقارة القطبية الجنوبية) and المملكة المتحدة (المقاطعة البريطانية بالقارة القطبية الجنوبية)                                                                       |